# 上岡信夫
上岡 信夫（かみおか のぶお、1950年8月25日 - ）は宮崎県を拠点に活動する日本のフリーアナウンサーで宮崎放送 (MRT) の元アナウンサー（1975年-2010年）。

## 略歴
- 埼玉県川越市出身[1]。大正大学文学部国文学科卒業[1]。
- 1975年（昭和50年）4月1日、宮崎放送（MRT）入社[1]。アナウンサーになったきっかけは、実家の近所にNHKのアナウンサーになった人が居り、その人から「マイク一本でいろんな経験ができるから、アナウンサーってのはいいぞ」と言われて勧められたことだったという[1]。一貫してアナウンサーを務め、アナウンス室長とラジオ局長を兼任、その後ラジオ局長を務める。2010年（平成22年）9月30日にMRTを定年退職。現在はフリーランスアナウンサーという立場ながら、それまで同様にMRT制作番組を数多く担当、精力的に活動している。
- 「ユアヒットパレード」（※MRTの開局初期より約10年間にわたり放送された洋楽リクエスト番組）の十数年ぶりの再開に際し、上岡がDJを担当。以来、80年代～90年代においては概ね上岡が担当しており、氏にとってまさにライフワークといえる番組になった。一時中断していたが、2010年6月頃より土曜17時から30分番組「ユア・ヒットパレードRETURNS」として復活。現在は土曜16時から1時間枠で放送が継続されている。
- 以前、局アナとして水曜パーソナリティーを務めていた昼のワイド番組「GO!GO!ワイド」に、フリーランスとなってからの2012年4月より木曜・金曜パーソナリティーとして再登板を果たしている（2014年3月28日に降板）。なお2009年にMCを降板した後も、退職するまで「GO!GO!ワイド」にプロデューサーの立場で関わっていた（その期間に本番組が日本民間放送連盟賞の「ラジオ生ワイド部門 優秀賞」を受賞している）。
- 朝のワイド番組「フレッシュAM!もぎたてラジオ」（月曜日-金曜日、8:30-11:45/2014年4月スタート）の放送開始当初、水曜～金曜をMRTアナウンサーの高瀬みち子と担当していた。<※なお当時の月曜・火曜のパーソナリティは、廣末圭治MRTアナウンサーと小畑香理(元スクーピーリポーター)>。2017年現在も、水曜～金曜まで山田幸子アナと共にMCを担当している。

## 人物
- 愛称は「のぶさん」。ラジオ番組で自ら「”のぶさん”こと、上岡信夫です」と自己紹介することがある。
- 趣味は、ゴルフ、盆栽、短期のんびり旅行 (HPより)。

## 現在の担当番組

### ラジオ
- フレッシュAM!もぎたてラジオ（水～金8:30-11:45）
- ユアヒットパレード・リターンズ！（土曜、16:00-17:00/再放送：月曜4:00-5:00）
- 上岡信夫のあの日あの頃 （土曜、5:30-5:45）
- あの味この味うまい店（1986年4月-、月-金11:20-11:25）
- 再春館製薬所「痛散湯」のラジオCM（宮崎版のナレーション）

## 過去の担当番組

### テレビ
- MRTニュースワイド（1990年4月ー1995年3月までアンカーマンを担当）
- チュンチュンあんてな（1996年頃より、黒部亜希子アナと司会を担当）
- 生スタ955（開始当初の1998年～2000年6月頃まで司会を担当 ※途中降板）
- アッパレ!miyazaki
- 月刊みやざきイタダキッズ～もっと知りたい！宮崎の農業～（ナレーションを担当）（2007年10月21日-2015年3月28日）
  - JA宮崎
- テレビ新春バラエティ・ショー「’82おめでとう」（生放送特番、1982年1月3日/江尻圭子アナと司会を担当）
- 第7回MRTポプコン・グランプリ大会（開局30周年記念第11回まつり宮崎メインステージ/1984年7月28日/司会を担当）
- 第1039回西日本宝くじ抽選会「当たれ！当たれ！宝くじ」（特番、1987年11月26日/谷沢直美アナと司会を担当）
- 妙国寺開山650年 奉納横綱北勝海・土俵入り（特番、1989年6月10日/司会を担当）
- 珊瑚が危ない～奇貝・異常発生の波紋～（特番、1990年5月26日/ナレーションを担当）
- JNN各局対抗「クイズ100人に聞きました」新春スペシャル放送（TBS制作、1992年1月3日/関知子アナ、石川小百合アナ、三戸サツエ、そのまんま東<現・東国原英夫>と共に解答者として出演）
- 高校生フォーラム・永六輔と語る21世紀の宮崎～21世紀はこんな宮崎にしたい・暮らしたい（MRT開局40周年記念、1994年11月21日公開録画・12月4日放送/前田晶子アナと司会を担当）
- フェニックスシーガイア・グランドオープン記念「'94東芝EMIシーガイア歌謡フェスティバル」（テレビ特番、1994年11月28日収録・12月10日JNN九州全局ネット放送/仮屋朋子アナと司会を担当）
- みやざき水の里・綾 酒泉の杜（特番、1995年5月3日）
- 電撃黒潮隊「検証・日本人と鰻」（1995年9月19日/ナレーションを担当）
- 2000年だよ！みやざき夢倍増計画（特番、2000年1月1日/仮屋朋子アナと司会を担当）

ほか

### ラジオ
- ファンキー・ダイナマイト・ポップス（1976年6月5日-1977年9月24日/DJ担当）
- ラジオMIYAZAKI2:00（河野史子アナと木曜・金曜担当）
- MRTそれゆけ電リク大作戦（林直子アナと水曜担当）
- ジュニアとケイのザ・ベスト20（1980年10月5日-1981年10月4日/江尻圭子アナと担当）
- ユアヒットパレード（1981年10月4日-?）※1957年-1967年まで放送していた番組を再開。1981年より主に上岡が担当している長寿番組（※桜田明彦アナが担当した時期もある）。幾度か中断を挟みつつ、ややタイトルを変えて「ユアヒットパレード・リターンズ！」として現在も継続中。
- あしたは日曜日（開始当初の1983年4月-1984年9月までMC担当）
- ふれあいラジオくらしのレーダー（奥様アシスタントと共に、1984年に月～水曜担当。89年は月曜ほか担当。94年は月～金曜担当）
- ハロー日曜族（?～1989年7月半ばまでタロー浦島と共に担当 →89年7月後半より福田英明アナと担当）
- RADIO CUBE 936（1989年に遠藤玲子アナと月曜担当）
- たまげた放送局！（1989年/DJを担当）
- 上岡信夫のミスターラジオジラ（1987年10月-?）
- ウイークエンドステーション（1990年-1992年/DJを担当）
- 政務秘書 吉川敏夫のひしょひしょ話（月曜）
- ほんのほんの時間（土曜）
- GO!GO!ワイド（木曜・金曜<開始当初2004年7月 →水曜（-2009年） →木曜・金曜（2012年 - 2014年））
  - 番組開始当初より横山由美アナとのコンビで木・金曜担当（のちに水曜へ移動）、2009年まで出演していた。一度降板したが、2012年4月よりパーソナリティーを卒業した早川伸吾の後継MCとして、それまで早川とコンビを組んでいた吉野あやと共に木曜・金曜パーソナリティーを2年間ほど務めた。
- 外人さんのど自慢大会（ラジオ公開生放送、1985年8月11日/谷沢直美アナと司会を担当）
- 新春歌謡パレード（1989年1月4日公開録音・1月15日放送/司会を担当）
- それいけ！ラジオ～7時間やっちゃうぞ～（MRTラジオ35周年「DOKKOI/ラジオが面白い」第2弾、1989年10月15日/遠藤玲子アナと司会を担当）
- ラジオ新春特番「唄い始め民謡ジョッキー」（1990年1月4日公開録音・1月10日放送/司会を担当）
- 集まれラジオファミリー・こちらひむかサクラジオ（開局35周年特番「ドッコイ・ラジオが面白い」第4弾、1990年3月17日/遠藤玲子アナと司会を担当）
- お正月だよラジオでポン！（新春特番、1992年1月2日/関知子アナと司会を担当）
- 21世紀に残したい宮崎の子守唄（開局45周年記念コンサート、1999年8月29日収録、9月12日放送/関知子アナと司会を担当）
- 宮崎と歩んだ50年（開局50周年記念特番、2004年7月3日/元MRT遠藤玲子アナと司会を担当）

ほか

### イベント活動
- 第41回日本薬剤師会学術大会（2008年10月/佐藤久美子アナと共に司会進行役）
- クボタ住宅杯 MRTラジオ第2回みんなでゴルフコンペ（2010年2月17日開催/川島恵アナ・川合淳史アナと共に参加）
- MRTラジオ第3回みんなでゴルフコンペ（2010年3月4日開催/川野武文アナ・川島恵アナと共に参加）
- 梅田学園杯 MRTラジオ第4回みんなでゴルフコンペ（2010年4月21日開催/大村恵子アナ・迫田江理アナと共に参加/表彰式の司会担当）
- MRTラジオ第8回みんなでゴルフコンペ（2010年12月1日開催/大村恵子アナと共に参加）

ほか

## 受賞
- アノンシスト賞 （'86アノンシスト九州・沖縄地区審査会 ラジオCM部門2位入賞「旬処 橘」のスポット/山内喜美子アナと共に受賞/1987年2月26日）
- アノンシスト賞 （第15回アノンシスト賞 九州・沖縄地区審査会 テレビCM部門3位入賞・香川商事のCM「犬とオウムの会話」/1990年2月15日）
- アノンシスト賞 （第17回アノンシスト賞 九州・沖縄地区審査会 ラジオCM部門2位入賞「讃岐うどんの天露」/1992年2月21日）
- アノンシスト賞 （第18回アノンシスト賞 九州・沖縄地区審査会 テレビCM部門2位入賞「南崎常緑園」のCM/小磯アナ、富樫アナと共に受賞/1993年2月19日）
- アノンシスト賞 （第19回アノンシスト賞 九州・沖縄地区審査会 テレビ番組部門3位入賞・電撃黒潮隊「追跡！マグロの行方」/1994年2月18日）
- アートネイチャースペシャル電撃黒潮隊 大賞コンクール 第1回優秀賞「追跡！マグロの行方」（1993年 ※ナレーションを担当）
- アートネイチャースペシャル電撃黒潮隊 大賞コンクール 第3回特別賞「検証・日本人と鰻」（1995年 ※ナレーションを担当）
- アートネイチャースペシャル電撃黒潮隊 大賞コンクール 第5回特別賞「嫁さんがほしい」（1997年 ※ナレーションを担当）
- アートネイチャースペシャル電撃黒潮隊 大賞コンクール 第7回特別賞「宇宙から見た生命～Dr.KASHIMAの世界～」（1999年 ※ナレーションを担当）
- 第35回ACC全日本CMフェスティバル 地域ラジオCM部門 優秀賞「どっちもサッポロ、どっちも宮崎」（1995年 ※構成を担当）
- 世界テレビ映像祭 審査員特別賞「宇宙から見た生命～Dr.KASHIMAの世界～」（1999年 ※ナレーションを担当）
- 第14回 地球の時代賞 第2席 準・審査員特別賞「宇宙から見た生命～Dr.KASHIMAの世界～」（2000年 ※ナレーションを担当）
- JNNネットワーク協議会賞 教養・情報番組部門 奨励賞「宇宙から見た生命～Dr.KASHIMAの世界～」（2000年 ※ナレーションを担当）
- 平成16年日本民間放送連盟賞 九州・沖縄地区審査会 ラジオ放送活動部門 最優秀賞「開局50周年記念～ひむか神話街道を行く～」（2004年 ※アナウンサーとして参加）
- 平成16年日本民間放送連盟賞 九州・沖縄地区審査会 ラジオ教養番組部門 優秀賞「チンドン降臨～神話の里のばあちゃん連中～」（2004年 ※アナウンサーとして参加）
- ABU賞 ラジオスペシャル「チンドン降臨～神話の里のばあちゃん連中～」（2004年 ※ナレーションを担当）